# 舍舒爾山
48°9′1″N 24°22′7″E / 48.15028°N 24.36861°E
舍舒爾山是烏克蘭的山峰，位於該國西部外喀爾巴阡州，處於拉希夫區，屬於烏克蘭喀爾巴阡山脈中喬爾諾戈拉山脈的一部分，海拔高度1,726米。